# Прокопчук Кирило Олександрович
Кирило Олександрович Прокопчук (нар. 14 лютого 1998) — український футболіст, захисник футбольного клубу «Буковина».

## Життєпис

### Юнацька кар'єра
Вихованець молодіжної академії «Дніпра». Починаючи з сезону 2011/12 років захищав кольори «дніпрян» у ДЮФЛУ. У складі «Дніпра» ставав бронзовим призером чемпіонату України U-17 у сезоні 2014/15 років. Напередодні старту сезону 2015/16 років приєднався до «Олександрії». Наступного сезону допоміг «городянам» виграти срібні медалі чемпіонату України U-19.

### Клубна кар'єра
Дебютував за першу команду олександрійського клубу 10 серпня 2019 року в переможному (2:1) домашньому поєдинку 3-о туру Прем'єр-ліги проти донецького «Олімпіка». Кирило вийшов на поле на 76-й хвилині, замінивши Кирила Ковальця, а 25 вересня того ж року в переможному (1:0) виїзному матчі 1/16 фіналу проти ФК «Діназ», вперше зіграв в кубку України.
В літнє міжсезоння 2020 року підписав контракт із першоліговим клубом «Полісся» (Житомир), де став одним із ключових захисників команди в сезоні 2020/21. Перед стартом сезону 2021/22 уклав трудові відносини з клубом «Краматорськ», а вже у вересні наступного року став гравцем «Буковини». 9 жовтня 2022 року Кирило провів 50-й офіційний матч у першій лізі України.
У липні 2023 року підписав контракт з клубом-дебютантом першої української ліги «Нива» (Бузова), проте вже у січні наступного року перейшов до складу прем'єр-лігового клубу «Минай». В зимове міжсезоння 2024/25 повернувся до Чернівців, підписавши знову контракт з футбольним клубом «Буковина».

## Досягнення
- Срібний призер Юнацького чемпіонату України: 2016/17

## Статистика
Станом на 1 грудня 2024 року
| Турніри              | Матчі | Кількість забитих м'ячів |
| -------------------- | ----- | ------------------------ |
| Прем'єр-ліга України | 10    | 0                        |
| УПЛ (Плей-оф)        | 2     | 0                        |
| Кубок України        | 8     | 2                        |
| Перша ліга України   | 93    | 4                        |
| Всього               | 113   | 6                        |
| Прем'єр-ліга (U-21)  | 77    | 5                        |
| Прем'єр-ліга (U-19)  | 37    | 5                        |
| Всього               | 114   | 10                       |
| Всього за кар'єру    | 227   | 16                       |